# Matthias Miles
Matthias Miles (auch: Mulles; * 21. Februar 1639 in Mediasch; † 1. Oktober 1686 in Hermannstadt) war ein siebenbürgischer Historiker.

## Leben
Der Sohn des Mediascher Stadtpfarrers Matthias Miles d. Ä. hatte 1655 das Gymnasium in Kronstadt besucht und studierte seit dem 5. Juli 1658 an der Universität Wittenberg. 1660 kehrte er in seine Heimatstadt zurück, wo er Rektor des Gymnasiums wurde. Im Folgejahr war er als Geheimschreiber des Johann Kemény tätig und wurde in diplomatischen Missionen nach Wien entsandt. Auch für dessen Nachfolger Michael I. Apafi trat er in gleicher Weise in Erscheinung und richtete seinen Wohnsitz in Hermannstadt ein. In seinem neuen Domizil wurde er in den Rat aufgenommen und gelangte am 14. Mai 1681 in den inneren Rat. Man übertrug ihm die Aufgabe, das sächsische Banner zu führen.
Im Großen Türkenkrieg wurden 1683 auch siebenbürgische Hilfstruppen eingesetzt. Da Miles als Ratsmitglied wehrpflichtig war, beteiligte er sich an der Mobilisierung, jedoch ohne in Gefechte verwickelt zu werden. Nach dem Abschluss eines Schutzbündnisses in Wien am 28. Juni 1686 mit Kaiser Leopold I., bei dem Miles zugegen war, gelangte Siebenbürgen in den Herrschaftsbereich des Hauses Österreich. Miles verstarb kurz nach seiner Rückkehr aus Wien.
Die Erinnerung  an Miles hat sich vor allem durch seine 1670 in Hermannstadt veröffentlichte Chronik des 16. Jahrhunderts (der Siebenbürgische Würg-Engel) hervorgetan. Darin sind auch viele Angaben zur Geschichte der Moldau und der Walachei enthalten. Eines seiner wissenschaftlichen Grundlagen für das dürfte das „Calendarium historicum“ von Paul Eber gewesen sein. Die Chronik wurde aufgrund ihrer Bedeutung 1984 und 1998 erneut aufgelegt.